# Енбекши (Алакольский район)
Енбекши (каз. Еңбекші) — село в Алакольском районе Жетысуской области Казахстана. Административный центр и единственный населённый пункт Енбекшинского сельского округа. Код КАТО — 193447100.

## Население
В 1999 году население села составляло 1783 человека (913 мужчин и 870 женщин). По данным переписи 2009 года, в селе проживало 1465 человек (731 мужчина и 734 женщины).